# Tổng đài IP
Tổng đài điện thoại nội bộ dùng giao thức Internet hay Tổng đài IP (tiếng Anh: Internet Protocol Private Branch eXchange, viết tắt là IP PBX hay IPBX) là một mạng điện thoại riêng dùng giao thức Internet (Internet protocol) để thực hiện các cuộc gọi điện thoại ra bên ngoài, thường áp dụng trong phạm vi một công ty, nhà hàng, hay bệnh viện. Dữ liệu giọng nói được truyền bằng các gói dữ liệu qua Internet thay vì mạng điện thoại thông thường.

## Cấu hình của Tổng đài IP
Phần lớn các tổng đài IP đều sử dụng phần mềm để điều khiển và thao tác. Nên chi phí rẻ hơn và thao tác dễ dàng, có thể mở rộng nhiều các tính năng mới.
Một hệ thống tổng đài IP gồm có:
- Tổng đài IP
- Card Digium PCI
- Máy tính để bàn.
- Phần mềm tổng đài (Asterisk).
- Thuê bao điện thoại cố định (PSTN).
- Softphone (phần mềm gọi điện thoại qua máy tính).
- IP phone (điện thoại sử dụng công nghệ IP).

## Các tính năng của tổng đài IP

### Kết nối các cuộc gọi nội bộ và mạng điện thoại cố định
- Máy tính tới máy tính (Computer to computer, PC to PC): Đây là cách dễ nhất để ứng dụng VoIP, bạn sẽ không cần trả tiền cho các cuộc gọi đường dài, chỉ cần một phần mềm (soft phone), Microphone, Speaker, Sound Card và một kết nối Internet.
- Máy tính tới điện thoại (Computer to Telephone, PC to Phone): Phương pháp cho phép bạn gọi tới bất kỳ ai (người có điện thoại) từ máy tính của bạn.
- Điện thoại tới máy tính (Telephone to Computer, Phone to PC): Với số điện thoại đặc biệt hoặc Card, người sử dụng máy điện thoại thông thường có thể thực hiện cuộc gọi tới người sử dụng máy tính có cài đặt phần mềm và đang chạy trên mạng.
- Điện thoại tới điện thoại (Telephone to telephone, phone to phone):Qua việc sử dụng các IP Gateway, bạn có thể kết nối trực tiếp với bất cứ người nào khác trên thế giới sử dụng điện thoại thông thường. Bạn cần gọi vào trong IP Gateway của họ sau đó bấm số cần gọi họ được kết nối qua mạng IP.

### Đàm thoại nhiều người - Conference call
Conference call (đàm thoại hội nghị)- Đàm thoại nhiều người được thiết lập cho phép người nhận cuộc gọi tham gia đàm thoại xuyên suốt cuộc gọi đó hoặc có thể được thiết lập để người nhận cuộc gọi chỉ được phép nghe mà không được nói. Có thể cho phép gọi, thêm người khác vào. Giảm bớt thời gian khi muốn truyền đạt cùng một nội dung tới nhiều người.

### Các dịch vụ tự động
- Call Forwarding (Chuyển tiếp cuộc gọi): Đây là chức năng cho phép chủ thuê bao chuyển cuộc gọi đến một Extension bất kỳ đã được định trước(trong nội bộ tổng đài)hay một số điện thoại di động...khi chủ thuê bao đang bận hoặc không muốn nghe
- Cancel Call Forwarding: Bỏ chức năng Call Forwarding
- Transfer: Khi có một cuộc gọi đến một trung tâm hay một công ty gặp điện thoại viên thì người điện thoại viên sẽ chuyển cuộc gọi đến một số Extension của người bạn muốn gặp bằng cách ấn số Extension.

ví dụ: Khi có số điện thoại A: 0912345678 gọi đến số 04.3123456 của 1 công ty gặp điện thoại viên B:
A: Cho tôi gặp Anh C
B: Đồng ý (người điện thoại viên sẽ bấm số Extension của Anh C để A có thể nói chuyện với C)
- Pickup: là chức năng cho phép mọi người có thể nhấc máy của ngươi khác khi máy của họ đổ chuông. Pick up có hai loại: Pickup trực tiếp và Pickup theo nhóm

+ Pickup trực tiếp: Chỉ có 1 cặp Extension có thể nhấc máy của nhau
+ Pickup theo nhóm: Thường thì áp dụng với một nhóm người trong cùng 1 phòng ban, bất kỳ người nào cũng có thể nhấc máy được khi điện thoại của người khác đổ chuông.
- Auto-Attendant (IVR) - Tương tác thoại: Có thể nói đây là tính năng hoạt động như 1 người điện thoại viên nhưng với những Voice Guide đã được lập trình từ trước nhằm hướng dẫn chi tiết cho người gọi điện tới công ty hay trụ sở...ví dụ "chào mừng quý khách đã gọi điện đến công ty..ấn nút 1 để gặp..."
- Phân phối cuộc gọi tự động ACD - Automated Call Distribution: Hệ thống sẽ tự động phân phối cuộc gọi phù hợp với tương tác của người dùng đối với hệ thống.
- Call Park: Cho phép chuyển cuộc gọi đang trả lời vào trong Park Place đến một thành viên khác trong cùng hệ thống.
- Voice mail: Tính năng cho phép hệ thống nhận các thông điệp tin nhắn thoại. Mỗi máy điện thoại được cung cấp thêm tính năng hộp thư thoại. Mỗi khi số điện thoại bận thì hệ thống sẽ định hướng trực tiếp các cuộc gọi đến hộp thư thoại tương ứng.
- Voicemail transfer: Tính năng cho phép bạn chuyển cuộc gọi vào hộp thư thoại khi bạn không rảnh để nghe.
- Voicemail dial: Nếu bạn không muốn điện thoại của người nhận đổ chuông (tránh làm phiền không cần thiết), bạn có thể nói trực tiếp vào Voice mail của người nhận. Người nhận sau đó sẽ nghe lại thông tin của bạn từ Voice mail.
- User permission to long/international call: Bạn có thể cấp quyền bằng mật mã hoặc theo số nội bộ.

## Lợi ích chung của tổng đài IP
- Chi phí thấp: Không mất phí gọi liên tỉnh, quốc tế khi gọi.
- Dễ cài đặt và thiết lập cấu hình:

Tận dụng được hạ tầng sẵn có (Internet, mạng LAN,...).
Dễ dàng mở rộng mà không cần nâng cấp phần cứng.
Chuyển tiếp vùng dễ dàng.
Không bị giới hạn số lượng máy điện thoại do dùng điện thoại IP (SIP).
Dễ dàng theo dõi, quản lý hệ thống thông qua trang Web quản trị.
- Tiết kiệm nhân lực trực tổng đài: Nhờ cơ chế tự động: Trả lời tự động (IVR), Phân phối cuộc gọi tự động (ACD), Voice mail...